# Йота (кириллица)
Ꙇ, ꙇ (йота) — буква расширенной кириллицы. Происходит от греческой буквы Ι (йота). С XIX века используется в научной литературе для транскрипции глаголической буквы Ⰺ (иже).